# 皮层柱
皮层柱（英文：Cortical column，亦称hypercolumn，macrocolumn，cortical module），是大脑皮层中可以被垂直表面的探针成功穿入的一群神经元，他们拥有几乎相同的感受野。微皮层柱（cortical minicolumn）中的神经元只能记录相同特征的信号，而皮层柱则是一个可以记录其相应感受野中全体有效信号的单元。
这个术语的确切所指目前并不清楚，它并不直接对应于皮层中的任何独立结构。不可能找出对应于一个皮层柱的一组神经結構，目前也没有已知的基因訊息能够指出一个皮层柱是如何构建的。尽管如此，这个柱状组织的假设在目前对于皮层訊息处理的研究中被广为接受。